# 혁현

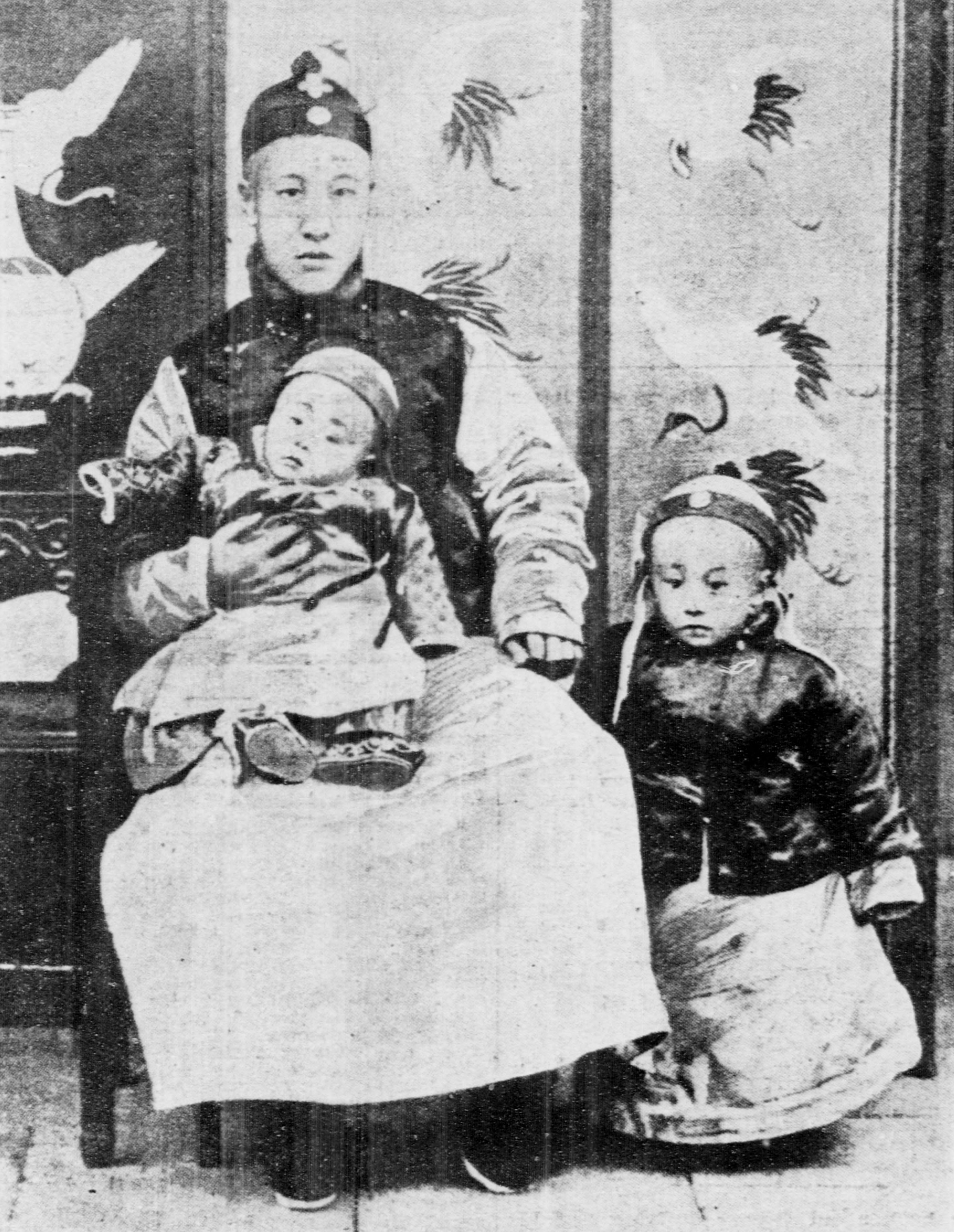
사후 1907년 순현친왕의 후손들.
서자 순친왕 짜이펑(사진 왼쪽)과
서손 청 선통제 푸이(사진 오른쪽),
서손 아이신줴뤄 푸제(사진 앞가운데)

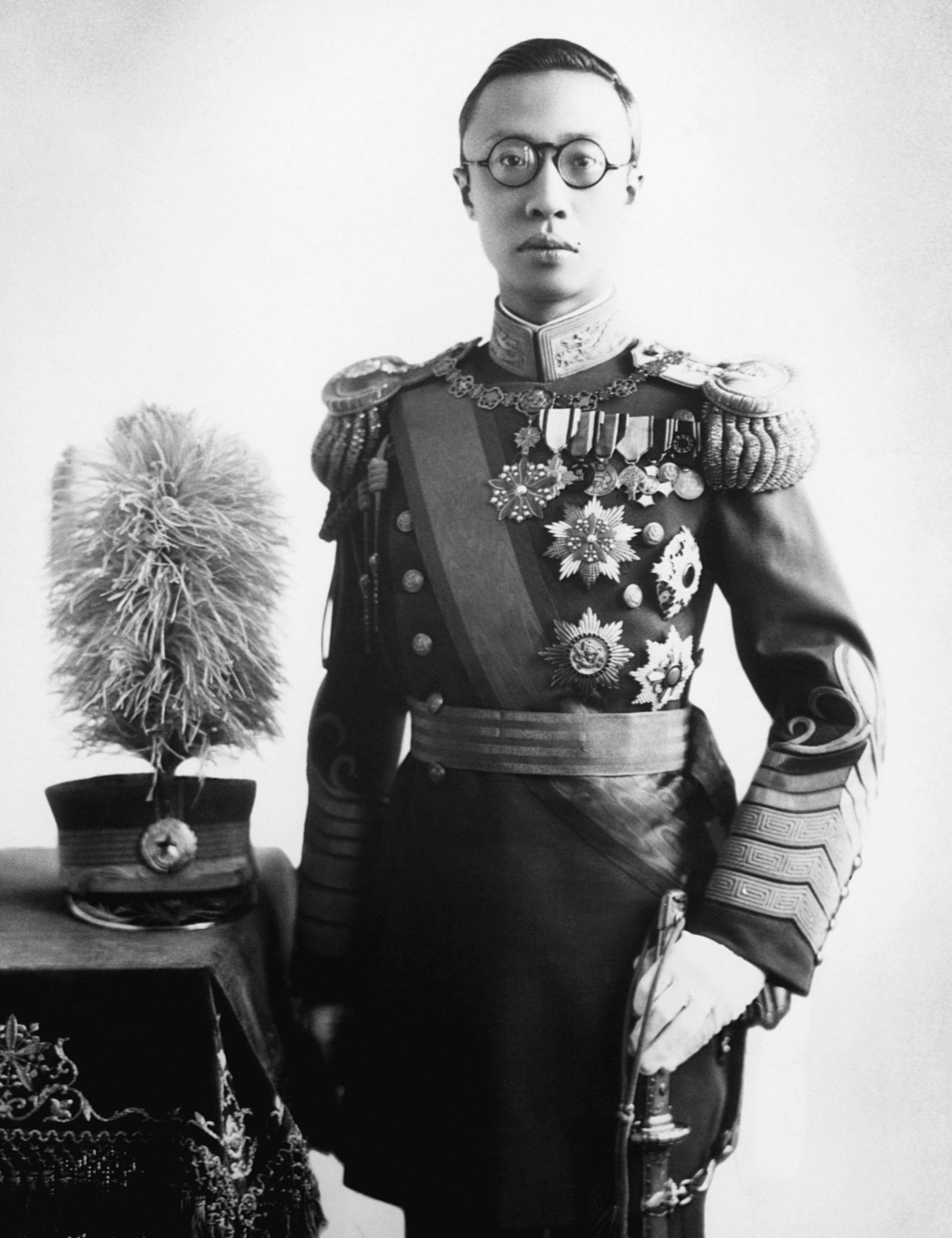
순현친왕의 친서손 청 선통제 푸이는
훗날 만주국 군주 등극하기도 하였다.

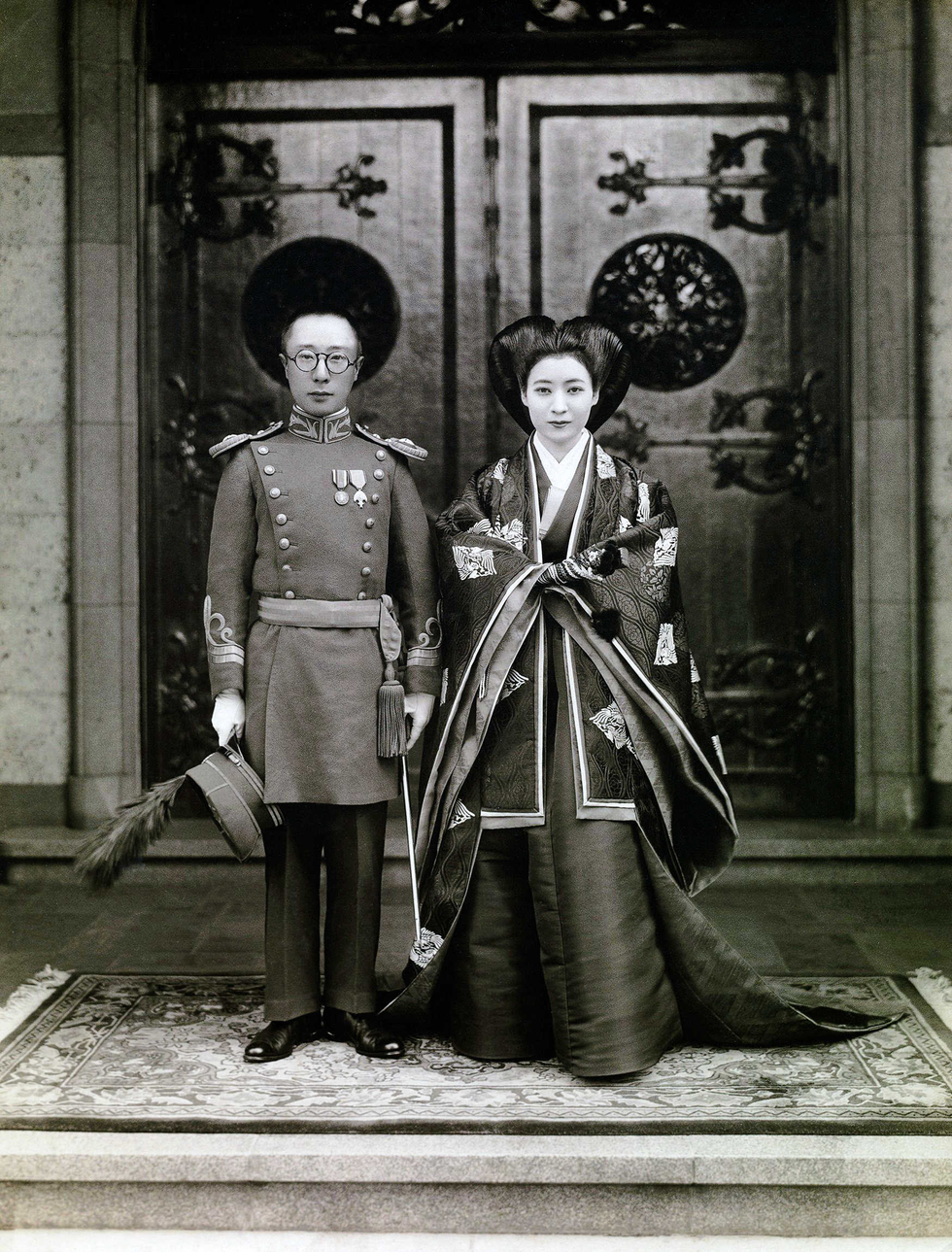
순현친왕의 친서손 아이신줴뤄 푸제와
푸제 계취 부인 사가 히로(서손부)의
1937년 결혼식 사진

아이신 교로 이후완(愛新覺羅 奕譞, 만주어: ᠠᡳᠰᡳᠨ
ᡤᡳᠣᡵᠣ
ᡳ ᡥᡠᠸᠠᠨ Aisin Gioro I-Huwan, 1840년 10월 16일 ~ 1891년 1월 1일)은 청 제국의 황족 종실이고 청 제국 제8대 황제 도광제(道光帝)의 서자(庶子)이며 청 제국 제9대 황제 함풍제(咸豊帝)의 이복 동생이다. 사후의 공식 호칭은 황제본생고순현친왕(皇帝本生考醇賢親王), 황제본생조고순현친왕(皇帝本生祖考醇賢親王)이다. 자(字)는 박암(樸菴)이며 호(號)는 구사당주인(九思堂主人), 퇴잠주인(退潛主人)이다. 시호는 현(賢)이다.

## 생애
1843년 당시 3세 나이로 순군왕(醇郡王)에 책봉되고 1850년 2월 순친왕(醇親王)에 책봉된 그는 11세 때였던 1851년에 당시 10세였던 예허나라 완전(葉赫那拉 婉貞)과 결혼하여 본부인인 그녀와의 사이에서는 슬하 4남을 두었고 이후 측실 2명을 더 거느려서 소복진 유가씨(劉佳氏)와의 사이에서는 슬하 3남 1녀를 두었고 소복진 이가씨(李佳氏)와의 사이에서는 슬하 2녀를 두어 모두 슬하 7남 3녀를 두었다.
1861년 보군통령으로 부임, 형 공친왕 등과 함께 함풍제의 고명대신 8명을 실각시키는 정변에 참여한다. 그의 적처 여허나라 완전의 언니는 서태후로, 서태후는 처형이면서 형수가 된다. 자신도 모르게 아들 재첨이 서태후의 양자로서 차기 황제에 내정됐다는 사실을 접하고 충격을 받고 통곡, 일설에는 실신했는 설이 있다. 광서제 즉위 후 그는 철저하게 서태후의 예속인이 되었다. 광서제가 친정을 선포하자 서태후를 두려워하여 서태후의 섭정을 연장하는 청을 올리기도 한다. 1881년 동태후가 죽자 시중에는 독살설이 유포됐는데, 그는 광서제도 독살당할까봐 두려워하여 1885년 북양 해군의 지휘권을 받았어도 계속 서태후의 눈치를 봤다. 만년에는 이화원의 공사에 참여하여 완공을 보았다. 시호는 현(賢)으로 순현친왕이 된다.
그는 생전에 황실에서 제안한 황제본생부(皇帝本生父)라는 칭호를 완강히 사양하였다. 그는 사후에야 황제본생고라는 존칭을 공식적으로 얻게 된다.

### 가계
그는 청나라 제11대 황제 광서제(光緖帝)와 황족 순친왕(醇親王)의 아버지이며 청나라 제10대 황제 동치제(同治帝)에게는 이복 숙부(異服 叔父)이자 이모부(姨母夫)가 되고 청나라 제12대 황제이자 최후의 황제인 선통제 푸이(宣統帝 溥儀)의 친할아버지이기도 하다.
둘째아들 광서제(光緖帝)의 황후인 효정경황후(孝定景皇后)는 그의 처조카딸이자 차자부이다.

## 같이 보기
- 입팔분공